# Josephine McKim

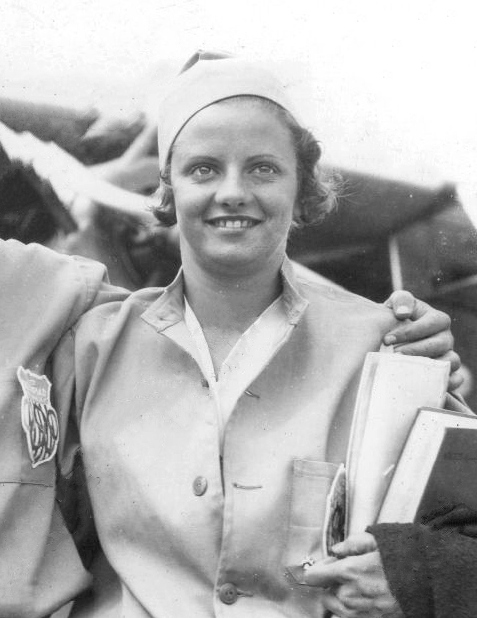
Josephine McKim, 1932

Josephine McKim (* 4. Januar 1910 in Oil City, Pennsylvania; † 10. Dezember 1992 in Woodstock, New York) war eine US-amerikanische Schwimmerin und Schauspielerin.
In dem Johnny-Weissmüller-Film Tarzans Vergeltung (Tarzan and His Mate) von 1934 doubelte sie Maureen O’Sullivan bei den Schwimmszenen.

## Karriere als Schwimmerin
McKim gewann bei den Olympischen Sommerspielen 1928 die Bronzemedaille in 400 Meter Freistil. Sie schwamm auch in der ersten Vorrunde der 4-mal-100-Meter-Freistilstaffel, wurde aber im Finale durch Eleanor Garatti ersetzt. Die Amerikaner gewannen das Finale.
Bei den Olympischen Sommerspielen 1932 gewann sie die Goldmedaille in der 4-mal-200-Meter-Freistilstaffel. Im 100 Meter Freistil wurde sie Vierte.

## Filmografie
- 1931: Movie Town
- 1935: Frankensteins Braut
- 1936: The King Steps Out
- 1936: Lady Be Careful
- 1936: More Than a Secretary